# Signy-Avenex
Signy-Avenex – miejscowość i gmina (commune) w zachodniej Szwajcarii, w kantonie Vaud, w okręgu (district) Nyon.  

## Demografia
W Signy-Avenex mieszka 586 osób. W 2021 roku 27,5% populacji gminy stanowiły osoby urodzone poza Szwajcarią.

## Transport
Przez teren gminy przebiegają autostrada A1 oraz droga główna nr 123.